# Liganj
Liganj (olaszul: Ligani) falu Horvátországban, Tengermellék-Hegyvidék megyében. Közigazgatásilag Lovranhoz tartozik.

## Fekvése
Fiume központjától 15 km-re délnyugatra, községközpontjától 1 km-re nyugatra a Tengermelléken, az Isztriai-félsziget északkeleti részén, az Učka-hegység keleti lejtőin  fekszik.

## Története
A római uralom előtt területe a libur nép hazája volt, majd a rómaiak után a keleti gótok és a bizánciak uralma következett. A 11. században a terület I. Ulrik weimar-orlamündei őrgróf foglalta el és ettől fogva a német-római császár uralma alá tartozott. 1116-ban az isztriai területek egészen Fiuméig az aquileai pátriárka és vazallusai a duinói grófok igazgatása alá kerültek. 1399-ben a duinói grófok kihalása után a Walsee grófi család birtokába jutott. 1918-ig a Habsburg birodalomhoz tartozott. 
A településnek 1857-ben 827, 1910-ben 716 lakosa volt. Az I. világháború után az Olasz Királyság szerezte meg ezt a területet, majd az olaszok háborúból kilépése után 1943-ban német megszállás alá került. 1945 után a területet Jugoszláviához csatolták, majd ennek széthullása után a független Horvátország része lett. A településnek 2011-ben 336 lakosa volt.

## Lakosság
| Lakosság változása | Lakosság változása | Lakosság változása | Lakosság változása | Lakosság változása | Lakosság változása | Lakosság változása | Lakosság változása | Lakosság változása | Lakosság változása | Lakosság változása | Lakosság változása | Lakosság változása | Lakosság változása | Lakosság változása | Lakosság változása |
| ------------------ | ------------------ | ------------------ | ------------------ | ------------------ | ------------------ | ------------------ | ------------------ | ------------------ | ------------------ | ------------------ | ------------------ | ------------------ | ------------------ | ------------------ | ------------------ |
| 1857               | 1869               | 1880               | 1890               | 1900               | 1910               | 1921               | 1931               | 1948               | 1953               | 1961               | 1971               | 1981               | 1991               | 2001               | 2011               |
| 827                | 720                | 378                | 560                | 570                | 716                | 875                | 821                | 348                | 290                | 318                | 282                | 252                | 306                | 289                | 336                |

## Nevezetességei
Szent Rókus tiszteletére szentelt temploma.